# Estvad-Rønbjerg Kommune
Estvad–Rønbjerg Kommune var en landkommune og et pastorat, der lå sydvest for købstaden Skive i Region Midtjylland. 
Estvad–Rønbjerg ligger vest for  Karup Ås nedre løb. Tidligere var de to landsogne prægede af, at de var et vestjysk hede-, sø- og moselandskab.

## Sognekommunen
Estvad–Rønbjerg Sognekommune i Ginding Herred i Ringkøbing Amt blev dannet, da sogneforstanderskaberne blev oprettede i 1842.
Ved Kommunalreformen i 1970 blev Estvad-Rønbjerg indlemmet i den nye Skive Kommune i Viborg Amt.
Rønbjerg Stationsby var kommunens hovedby i de seneste årtier inden kommunesammenlægning i 1970.

## Pastoratet
Indtil 1922 lå pastoratet i Ginding Herred i Ribe Stift. Derefter kom  pastoratet til Viborg Stift. 
I 1971–2007 var pastoratet en del af Skive-Fjends Provsti i Viborg Stift. I 2007 kom Estvad–Rønbjerg til Skive Provsti.
Det  nye Egeris-Estvad-Rønbjerg Pastorat blev dannet den 1. januar 2014. Der bor fortsat en præst i Estvad. 